# Кораблик (альбом)
«Кора́блик» — концертный альбом группы «Оргия Праведников». Представляет собой запись концерта, посвящённого пятилетию группы, прошедшего 24 июня 2004 в Москве в клубе «Корабль Плывёт», расположенном на борту речного трамвая.
Девять из двенадцати песен этого концертного альбома были изданы впервые: большая часть из них вошла в последующие студийные альбомы Двери! Двери! и Уходящее солнце, а две так и не были изданы.

## Список композиций
| №  | Название                          | Длительность | Студийный релиз (если есть)                                  |
| -- | --------------------------------- | ------------ | ------------------------------------------------------------ |
| 1  | «Ночь защиты»                     | 10:36        | Оглашенные, изыдите! (2001)                                  |
| 2  | «Последний Воин Мёртвой Земли»    | 5:04         | Последний воин мёртвой земли (сингл, 2003)                   |
| 3  | «Ничего нет прекраснее смерти!»   | 6:43         | Двери! Двери! (2005)                                         |
| 4  | «Абраксас»                        | 4:57         | Двери! Двери! (2005)                                         |
| 5  | «Хуанхэ. Дождь над Великой Рекой» | 6:58         | Уходящее солнце (2007)                                       |
| 6  | «Битва деревьев»                  | 4:13         | —                                                            |
| 7  | «Сицилийский виноград»            | 5:30         | Оргия Праведников (макси-сингл, 2000) Уходящее солнце (2007) |
| 8  | «Покой и свобода»                 | 10:27        | Оглашенные, изыдите! (2001)                                  |
| 9  | «Селёдка»                         | 1:58         | —                                                            |
| 10 | «Тотал контрол»                   | 1:59         | Двери! Двери! (2005)                                         |
| 11 | «Это не жизнь!»                   | 5:06         | Двери! Двери! (2005)                                         |
| 12 | «Возвращение в Неаполь»           | 7:48         | Уходящее солнце (2007)                                       |

## Участники записи
- Сергей Калугин — акустическая гитара, вокал
- Алексей Бурков — электрогитара, бэк-вокал
- Юрий Русланов — флейта, бэк-вокал
- Артемий Бондаренко — бас-гитара, бэк-вокал
- Александр Ветхов — ударные
- Запись — Эвелина Шмелева, Сергей Костин
- Постконцертная обработка — Александр Пленингер, Эвелина Шмелева